# Dromus dromas
Dromus dromas är en musselart som först beskrevs av I. Lea 1834.  Dromus dromas ingår i släktet Dromus och familjen målarmusslor. IUCN kategoriserar arten globalt som akut hotad.

## Underarter
Arten delas in i följande underarter:
- D. d. dromas
- D. d. caperatus